# Marion Rousse
Marion Rousse (Saint-Saulve, 17 agosto 1991) è un'ex ciclista su strada francese, attiva tra le Elite UCI dal 2010 al 2015 e campionessa nazionale in linea nel 2012.

## Biografia
Proviene da una famiglia di ciclisti, in quanto anche i cugini Olivier Bonnaire, Laurent e David Lefèvre sono stati professionisti.
È stata sposata dal 2014 al 2019 con il collega Tony Gallopin; pochi mesi dopo la separazione dal marito, ha intrapreso una relazione con Julian Alaphilippe, anch'egli ciclista. Il 14 giugno 2021 è diventata madre del primo figlio Nino.

## Carriera
Attiva tra le Elite UCI dal 2010 al 2015, vestì le maglie delle formazioni francesi ESGL 93-GSD Gestion e Vienne Futuroscope, e infine, dal 2013, quella del team belga Lotto Ladies. In carriera ottenne un unico successo, il titolo nazionale in linea su strada nel 2012: nell'occasione, sul traguardo di Saint-Amand-les-Eaux, superò in una volata a due la compagna di fuga Julie Krasniak. Dal 2011 al 2013 venne convocata per rappresentare il suo paese nella prova in linea Under-23 ai Campionati europei.
Dopo il ritiro dall'agonismo ha iniziato la carriera di commentatrice sportiva per emittenti quali Eurosport e France Télévisions. Dal 2021 è direttrice di gara del Tour de France femminile, nuovamente organizzato da ASO a partire dalla stagione 2022.

## Palmarès
- 2012 (Vienne Futuroscope, una vittoria)

Campionati francesi, Prova in linea

## Piazzamenti

### Competizioni europee
- Campionati europei

Hooglede 2009 - In linea Junior: 23ª
Offida 2011 - In linea Under-23: ritirata
Goes 2012 - In linea Under-23: 31ª
Olomouc 2013 - In linea Under-23: ritirata